# SOS naufragio nello spazio
SOS naufragio nello spazio (Robinson Crusoe on Mars) è un film di fantascienza del 1964 diretto da Byron Haskin.
Basata sul soggetto di Robinson Crusoe di Daniel Defoe, la pellicola fu realizzata in Technicolor e Techniscope.